# Idaea marginepunctaria
Idaea marginepunctaria är en fjärilsart som beskrevs av Doubleday 1849. Idaea marginepunctaria ingår i släktet Idaea och familjen mätare. Inga underarter finns listade i Catalogue of Life.